# Dvorek (hradiště)

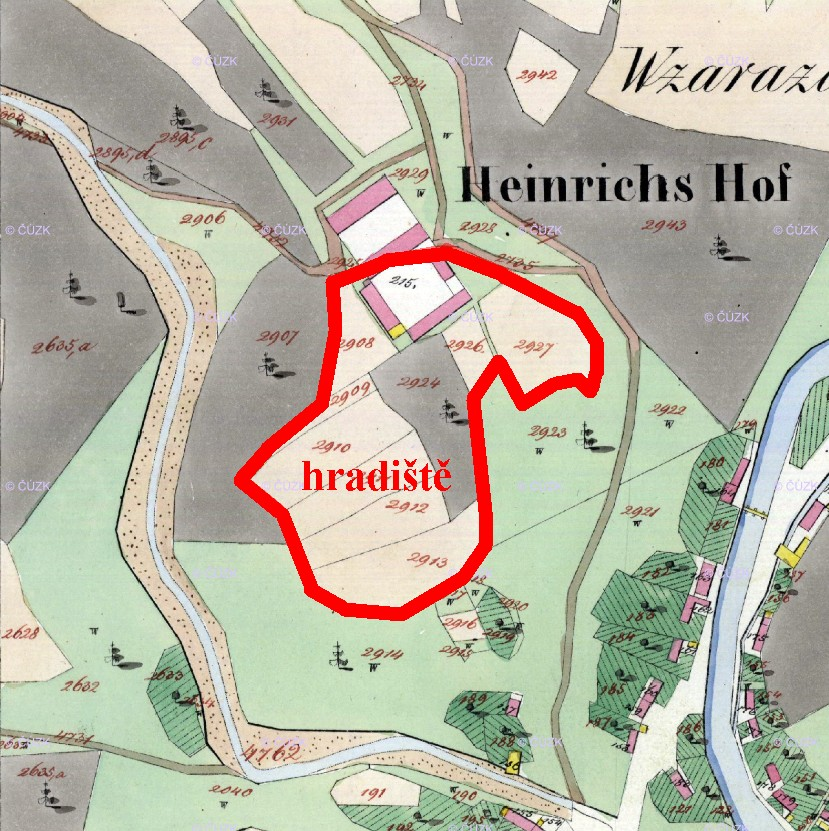
Přibližný rozsah hradiště dle mapy císařského otisku stabilního katastru

Dvorek (též V Zaražených) je zaniklé pravěké výšinné sídliště kultury s moravskou malovanou keramikou poblíž Oslavan v okrese Brno-venkov. Lokalita se nachází v nadmořské výšce okolo 280 metrů na vrcholu ostrohu s příkrými svahy, asi kilometr severozápadním směrem od Oslavan v prostoru Oslavanské brázdy. Ze severovýchodu je ostroh obtékán říčkou Balinkou a z jihozápadní strany Ketkovským potokem. Na místě hradiště dnes stojí stožár vysílače a dvůr, na starých mapách označovaný jako Dvorek, Zaraženský Dvůr nebo Heinrichshof čili Jindřichův Dvůr.   

## Etymologie
Dnešní název lokality V Zaražených vznikl nejspíše zkomolením slova Zahražený. Bližší význam názvu je však nejasný. Jan Knies se na základě toho domníval, že se mohlo jednat o významněji opevněné (tzv. zahražené) hradiště.

## Archeologický výzkum
Lokalitu zdokumentoval na počátku osmdesátých let 19. století jako první oslavanský amatérský archeolog, ornitolog a učitel Václav Čapek. Ten zde objevil množství fragmentů neolitické keramiky a opracovaných kamenných nástrojů. Po něm se archeologickým výzkumem lokality zabýval ještě jeho současník Jan Knies a posléze Vilém Gross. Na konci sedmdesátých let 20. století pak ještě Pavel Koštuřík a Ivo Rakovský, kteří však při prováděných výkopových sondách (na jižním okraji lokality, kde by šlo očekávat zbytky opevnění) nenarazili na známky fortifikace. Nalezli zde však fragmenty pravěké keramiky.

## Stavební podoba
Na nejpřístupnější severní straně, přibližně v místech nejsevernější budovy Dvorku, se nacházel neolitický příkop a val, který toto sídliště o rozloze asi 2,7 ha chránil a prostorově uzavíral. Příkop je na východní straně ještě patrný. Na severovýchodě od Dvorku je malá, dnes již zalesněná rokle, která padá do údolí Balinky. Jan Knies zmiňuje, že v této blízké rokli (zhruba 100–150 metrů od Dvorku) byl v jeho době pramen s vyvěrající chutnou vodou. Tento pramen pravděpodobně sloužil jako primární zdroj pitné vody (podstatně bližší a přístupnější než oba potoky). Další pramen, zřejmý na mapě třetího vojenského mapování a stékající pro změnu do Ketkovického potoka, se nacházel asi 500 metrů severozápadně od Dvorku.